# Anchorsholme
Anchorsholme – dzielnica w Anglii, w Lancashire, w dystrykcie (unitary authority) Blackpool. W 2011 miejscowość liczyła 6342 mieszkańców.